# Cicala
Cicala es un municipio italiano situado en la provincia de Catanzaro, en Calabria. Tiene una población estimada, a fines de abril de 2024, de 851 habitantes.

## Evolución demográfica
| Gráfica de evolución demográfica de Cicala entre 1861 y 2024 |
|                                                              |
| Fuente: ISTAT - Elaboración gráfica de Wikipedia             |